# Estado de resultados

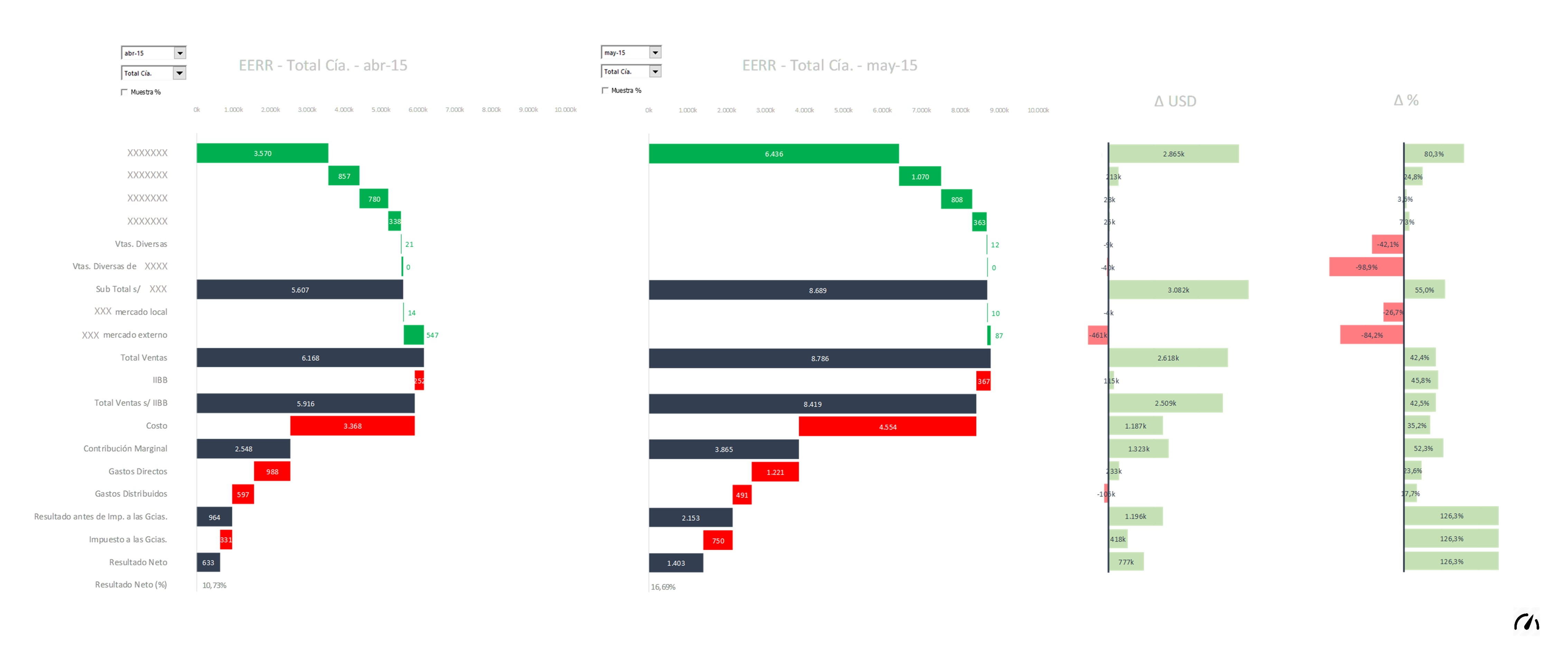
EERR Ejemplo de visualización comparativa

En contabilidad, el estado de resultados, estado de rendimiento económico  o estado de pérdidas y ganancias, es un estado financiero que muestra ordenada y detalladamente la forma de cómo se obtuvo el resultado del ejercicio durante un periodo determinado.
El estado de resultados  es un estado financiero en el cual se representa la información relativa de los logros alcanzados por la administración de una empresa durante un tiempo determinado; asimismo hace notar los esfuerzos que se realizaron para dichos logros. 
El estado financiero es cerrado, ya que abarca un período durante el cual deben identificarse perfectamente los costos y gastos que dieron origen al ingreso del mismo. Por lo tanto debe aplicarse perfectamente al principio del periodo contable para que la información que presenta sea útil y confiable para la toma de decisiones.
Es un documento de obligada creación por parte de las empresas, junto con la memoria y el balance. Consiste en desglosar los gastos e ingresos en distintas categorías y obtener el resultado antes y después de impuestos.

## Modelo
En el cuadro siguiente refleja un modelo de estado de resultados:
| + | Ingresos por actividades                                  |
| - | Descuentos y bonificaciones                               |
| = | Ingresos operativos netos                                 |
| - | Costo de los bienes vendidos o de los servicios prestados |
| = | Resultado bruto                                           |
| - | Gastos de ventas                                          |
| - | Gastos de administración                                  |
| = | Resultado de las operaciones ordinarias                   |
| + | Ingresos financieros                                      |
| - | Gastos financieros                                        |
| + | Ingresos extraordinarios                                  |
| - | Gastos extraordinarios                                    |
| + | Ingresos de ejercicios anteriores                         |
| - | Gastos de ejercicios anteriores!                          |
| = | Resultado antes de impuesto a las ganancias               |
| - | Impuesto a las ganancias                                  |
| = | Resultado neto                                            |

### Resultado bruto
El estado de resultados incluye en primer lugar el total de ingresos provenientes de las actividades principales del ente y el costo incurrido para lograrlos. La diferencia entre ambas cifras indica el resultado bruto o margen bruto sobre ventas que constituye un indicador clásico de la información contable. Habitualmente se calcula el resultado bruto como porcentaje de las ventas, lo que indica el margen de rentabilidad bruta con que operó la compañía al vender sus productos. para ello el estado de resultados es un documento donde muestra todas las cuentas como del activo al pasivo. 
{\displaystyle Rentabilidad\ Bruta={\frac {Resultado\ Bruto}{Ventas}}}

### Resultado neto
Luego se restan todos los gastos de venta, administración. A este sub total se lo denomina Resultado de las operaciones ordinarias. Finalmente se restan los gastos financieros y se le suman los productos financieros, el impuesto a las ganancias o a la renta y la participación de los trabajadores en las utilidades (en caso de haber) para llegar al resultado neto o resultado del ejercicio.

## Indicadores
Otros indicadores clásicos que suelen obtenerse son:
{\displaystyle Rentabilidad\ Neta={\frac {Resultado\ Neto}{Ventas}}}
{\displaystyle Rentabilidad\ sobre\ el\ Patrimonio\ Neto={\frac {Resultado\ Neto}{Patrimonio\ Neto}}}
A partir del Resultado del Ejercicio también se puede calcular el EBITDA, (“Earnings Before Interest, Taxes, Depreciation and Amortization”). El EBITDA representa resultado de la empresa antes de deducir los intereses (carga financiera), los impuestos, las amortizaciones y las depreciaciones. Este indicador se ha consolidado en los últimos años como uno de los más utilizados para medir la rentabilidad operativa de una empresa. 
El EBITDA tiene la ventaja de eliminar el sesgo de la estructura financiera, del entorno fiscal (a través de los impuestos) y de los gastos "ficticios" (amortizaciones). De esta forma, permite obtener una idea clara del rendimiento operativo de las empresas, y comparar de una forma más adecuada lo bien o mal que lo hacen distintas empresas o sectores en el ámbito puramente operativo.

## Cuentas anuales
El balance, la cuenta de pérdidas y ganancias, el estado de cambios en el patrimonio neto, el estado de flujos de efectivo y la memoria son los documentos que integran las cuentas anuales.
En España, el Plan General de Contabilidad, con la finalidad de lograr un adecuado nivel de compatibilidad en la información financiera suministrada por las empresas españolas, y siguiendo con la tradición del Plan de 1990, ha elaborado unos modelos de formato definido, con denominaciones concretas y de obligatoria aplicación.

## La cuenta de pérdidas y ganancias en el Plan General de Contabilidad de España
La cuenta de pérdidas y ganancias es el documento que recoge el resultado contable del ejercicio, separando los ingresos y gastos imputables al mismo que se clasifican por naturaleza; en particular, los derivados de las variaciones de valor originadas por la regla del valor razonable, de conformidad con lo dispuesto en el Código de Comercio y  presente Plan General de Contabilidad.
Tres cambios aparecen en el plan de 2007 respecto al de 1990. En primer lugar el paso de un modelo de cuenta de pérdidas y ganancias en forma de doble columna a otro vertical. En segundo lugar, la supresión del margen extraordinario, habiéndose tomado en consideración la prohibición contenida en las normas internacionales adoptadas de calificar como extraordinarias partidas de ingresos o gastos. Por último, la separación en el modelo normal de la cuenta de pérdidas y ganancias del resultado de las operaciones continuadas del originado por las operaciones o actividades interrumpidas, definidas estas últimas, con carácter general, como aquellas líneas de negocio o áreas geográficas significativas que la empresa bien ha enajenado o bien tiene previsto enajenar dentro de los doce meses siguientes.
A) OPERACIONES CONTINUADAS
1. Importe neto de la cifra de negocios.
- a) Ventas.
- b) Prestaciones de servicios.

2. Variación de existencias de productos terminados y en curso de fabricación.
3. Trabajos realizados por la empresa para su activo.
4. Aprovisionamientos.
- a) Consumo de mercaderías.
- b) Consumo de materias primas y otras materias consumibles.
- c) Trabajos realizados por otras empresas.
- d) Deterioro de mercaderías, materias primas y otros aprovisionamientos.

5. Otros ingresos de explotación.
- a) Ingresos accesorios y otros de gestión corriente.
- b) Subvenciones de explotación incorporadas al resultado del ejercicio.

6. Gastos de personal.
- a) Sueldos, salarios y asimilados.
- b) Cargas sociales.
- c) Provisiones.

7. Otros gastos de explotación.
- a) Servicios exteriores.
- b) Tributos.
- c) Pérdidas, deterioro y variación de provisiones por operaciones comerciales.
- d) Otros gastos de gestión corriente

8. Amortización del inmovilizado.
9. Imputación de subvenciones de inmovilizado no financiero y otras.
10. Excesos de provisiones.
11. Deterioro y resultado por enajenaciones del inmovilizado.
- a) Deterioros y pérdidas.
- b) Resultados por enajenaciones y otras.

A.1) RESULTADO DE EXPLOTACIÓN (1+2+3+4+5+6+7+8+9+10+11)
12. Ingresos financieros.
- a) De participaciones en instrumentos de patrimonio.

a1) En empresas del grupo y asociadas.
a2) En terceros.
- b) De valores negociables y otros instrumentos financieros.

b1) De empresas del grupo y asociadas.
b2) De terceros.
13. Gastos financieros.
- a) Por deudas con empresas del grupo y asociadas.
- b) Por deudas con terceros.
- c) Por actualización de provisiones

14. Variación de valor razonable en instrumentos financieros.
- a) Cartera de negociación y otros.
- b) Imputación al resultado del ejercicio por activos financieros disponibles para la venta.

15. Diferencias de cambio.
16. Deterioro y resultado por enajenaciones de instrumentos financieros.
- a) Deterioros y pérdidas.
- b) Resultados por enajenaciones y otras.

A.2) RESULTADO FINANCIERO (12+13+14+15+16)  
A.3) RESULTADO ANTES DE IMPUESTOS (A.1+A.2)
17. Impuestos sobre beneficios.
A.4) RESULTADO DEL EJERCICIO PROCEDENTE DE OPERACIONES CONTINUADAS (A.3+17)
B) OPERACIONES INTERRUMPIDAS
18. Resultado del ejercicio procedente de operaciones interrumpidas neto de impuestos.
A.5) RESULTADO DEL EJERCICIO (A.4+18)